# Sösdala
Sösdala – miejscowość (tätort) w Szwecji, w regionie administracyjnym (län) Skania, w gminie Hässleholm.
Według danych Szwedzkiego Urzędu Statystycznego liczba ludności wyniosła: 1808 (31 grudnia 2015), 1942 (31 grudnia 2018) i 1935 (31 grudnia 2019).